# دان لينو والغول الجيري (رواية)
دان لينو والغول الجيري (بالإنجليزية: Dan Leno and the Limehouse Golem)‏ هي رواية للكاتب الإنجليزي بيتر أكرويد، نشرت عام 1994، لأول مرة عن دار نشر سنكلير ستيفنسون.